# D19 (hunebed)
D19 is een hunebed toegeschreven aan de trechterbekercultuur dat samen met hunebed D20 ten westen van het dorp Drouwen aan de Steenhopenweg ligt. Het bevindt zich vlak voor het in 2006 aangelegde viaduct onder de N34 in de Nederlandse provincie Drenthe.

## Bouw

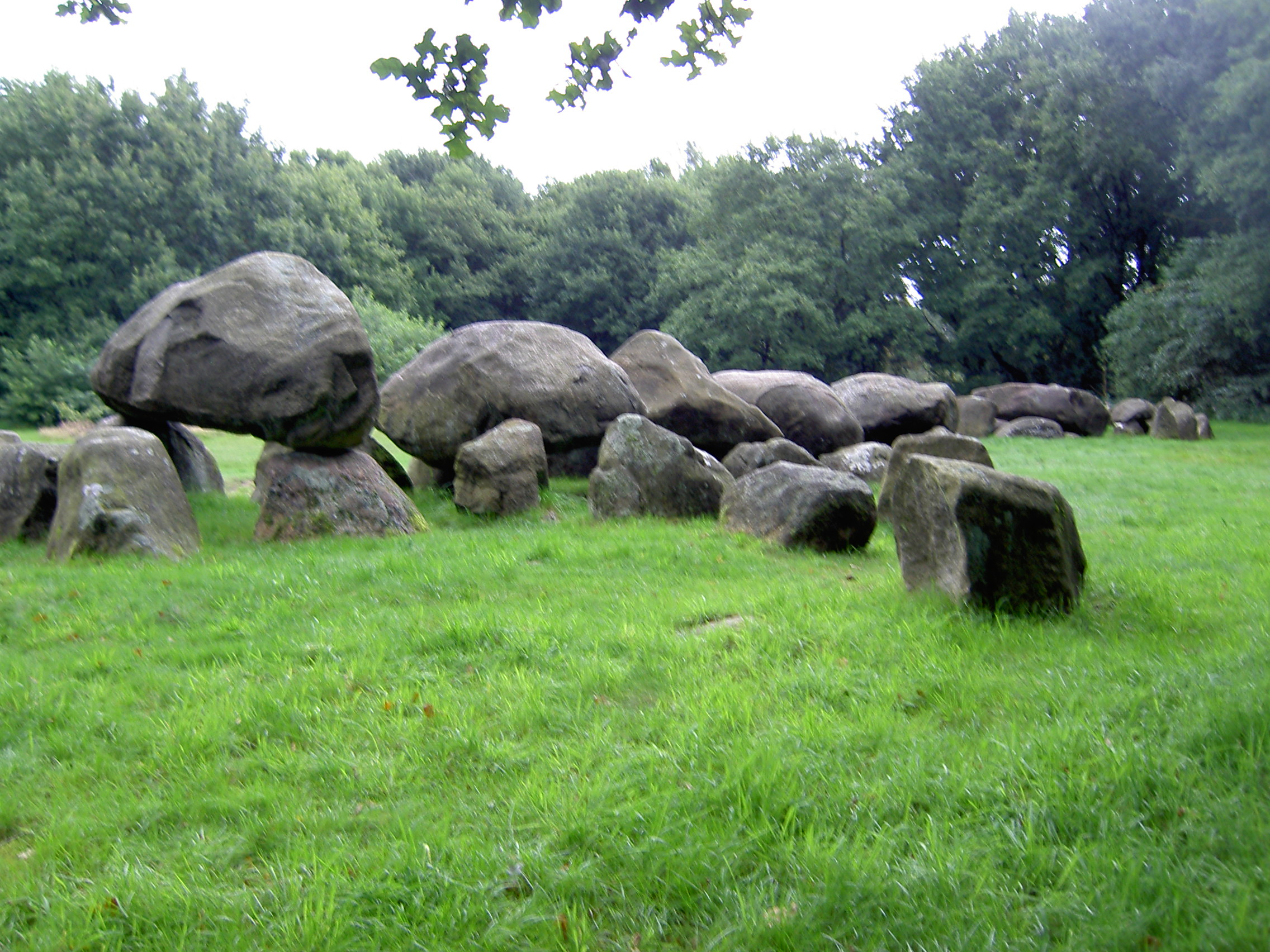
Poort van hunebed D19 in Drouwen (met poortdeksteen naast het hunebed)

Het is 15,5 meter lang en 3,5 meter breed. Er waren oorspronkelijk acht dekstenen, maar één ontbreekt. Een deksteen en resten van nog twee dekstenen liggen in de grafkelder. Er zijn vier poortstenen. Er ligt een steen naast het hunebed.
In de westvleugel stonden ooit drie stenen rechtop, waardoor een compartiment gevormd werd. Dit komt bij geen ander hunebed in Nederland voor.
Er zijn geen kransstenen.
Vlak bij de hunebedden is een oud karrespoor te zien van een prehistorische weg.

## Geschiedenis
In 1847 wilde het markebestuur van Rolde hunebed D19 en D20 verkopen. Er ontstond ophef en de Nederlandse overheid besloot de twee monumenten te kopen voor hondervijftig gulden. Het hunebed wordt, samen met D26 en D20, beschreven door J. Craandijk in 1879.
Het eerste moderne archeologisch onderzoek naar hunebedden in Nederland begon in 1912 bij deze twee hunebedden. Archeoloog Jan Hendrik Holwerda groef de hunebedden op. Hij beschrijft dat de grafkelder anderhalve meter hoog was.
In dit hunebed werden diverse voorwerpen gevonden onder andere scherven van 400 aardewerk potten, vuurstenen pijlpunten en wat reepjes koper, die worden beschouwd als de oudste sieraden van Nederland. Ook werden dertien vuurstenen bijlen, negen barnstenen kralen en stukjes menselijk bot en kapsels van kiezen gevonden. De potten zijn nu in het bezit van het Rijksmuseum van Oudheden in Leiden. Ook werd er een kraaghalsflesje gevonden. De dekstenen werden van hun plek gehesen om de grafkelder te kunnen onderzoeken.
Van Giffen beschrijft het hunebed als in "verwarde toestand" en kan nog resten van een dekheuvel herkennen.
Het hunebed is in 1998 gerestaureerd. Daarbij werd een steen als poortdeksteen geplaatst. Nadat deze door onbekenden weer van de poortdraagstenen was gegooid, besloot men de steen niet opnieuw als poortdeksteen te plaatsen.

## Society of Antiquaries[7]
In Engeland ontstond in de jaren zeventig van de 19e eeuw bezorgdheid over de wijze waarop in Nederland hunebedden werden gerestaureerd. In die kringen was men vooral bezorgd dat met de restauraties het oorspronkelijk beeld van de situatie verloren zou gaan. De directeur van de Society of Antiquaries in Londen verzocht de oudheidkundigen William Collings Lukis en sir Henry Dryden om de staat waarin de hunebedden zich op dat moment bevonden nauwkeurig vast te leggen. Zij bezochten in juli 1878 Drenthe en brachten veertig hunebedden op de Hondsrug in kaart. Ze hebben opmetingen verricht en beschreven de aangetroffen situatie, die zij tevens vastlegden in een serie aquarellen. Hun rapportage aan de Society of Antiquaries verscheen echter niet in druk. Hun materiaal werd bewaard bij de Society of Antiquaries, het Guernsey Museum & Art Gallery en het Drents Museum. Het Ashmolean Museum in Oxford bezit kopieën van hun werk. In 2015 publiceerde de Drentse archeoloog dr. Wijnand van der Sanden alsnog hun werk. Hij voorzag hun materiaal van een uitgebreide inleiding. Ook schetste hij de ontwikkelingen met betrekking tot het archeologisch onderzoek van de hunebedden na hun onderzoek tot 2015. Hij gaf als oordeel dat het werk van Lukis en Dryden van hoge kwaliteit was. In het Drents Museum was in 2015 een tentoonstelling over het werk.
Hunebed D19 is weergegeven op Plan XIV: Het hunebed had tijdens het bezoek van Lukis en Dryden twintig draagstenen en zes dekstenen. Er misten drie dekstenen (de meest oostelijke, de meest westelijke en de deksteen die bij de ingang lag). Er was een deksteen gebroken en een gedeelte lag aan de buitenkant van de draagstenen. Er waren vier poortstenen en er lag nog een poortdeksteen nabij de ingang. Er werd een gat gegraven om te bepalen op welke diepte de vloer van de grafkamer lag en er werden vier pijlpunten en fragmenten van aardewerk van ten minste 25 urnen aangetroffen op een gebied van 60 bij 46 centimeter. Ook werden er veel fragmenten rond het monument aangetroffen. Het overblijfsel van de dekheuvel is 27,5 bij 18 meter. Het hunebed was ten tijde van het bezoek van Lukis en Dryden in het bezit van de staat.